# 浪柴沟遗址
浪柴沟遗址，位于中国甘肃省瓜州县，是甘肃省级文物保护单位，类型为古遗址。
浪柴沟遗址的历史年代为汉。